# París-Niça 2001
La París-Niça 2001 fou la 59a edició de la París-Niça. És un cursa ciclista que es va disputar entre l'11 i el 18 de març de 2001. La cursa fou guanyada per l'italià Dario Frigo de l'equip Fassa Bortolo per davant del seu company d'equip Raimondas Rumšas i de Peter Van Petegem (Mercury-Viatel). Piotr Wadecki guanyà la classificació de la muntanya, Danilo Hondo la de la regularitat i el conjunt ONCE-Eroski la d'equips. Matteo Tosatto s'emportà el premi de la combativitat.

## Participants
En aquesta edició de la París-Niça hi preneren part 181 corredors dividits en 23 equips: Telekom, Jean Delatour, iBanesto.com, Bonjour, Kelme-Costa Blanca, Crédit Agricole, CSC-Tiscali, Fassa Bortolo, AG2R Prévoyance, Lotto-Adecco, Mapei-QuickStep, Cofidis, le Crédit par Téléphone, La Française des Jeux, Festina, Saeco Macchine per Caffé, BigMat-Auber '93, Coast, Euskaltel - Euskadi, Domo-Farm Frites-Latexco, Mercury-Viatel, ONCE-Eroski, Phonak Hearing Systems i Gerolsteiner. La prova l'acabaren 136 corredors.

## Resultats de les etapes
| Etapes   | Data       | Recorregut                            | Km       | Vencedor d'etapa  | Líder de la general |
| -------- | ---------- | ------------------------------------- | -------- | ----------------- | ------------------- |
| Pròleg   | 11 de març | Nevers (CRI)                          | 6.2 km   | Nico Mattan       | Nico Mattan         |
| 1a etapa | 12 de març | Saint-Amand-Montrond-Clermont-Ferrand | 189.2 km | Fabien de Waele   | Nico Mattan         |
| 2a etapa | 13 de març | Clermont-Ferrand-Saint-Étienne        | 195.4 km | Peter Van Petegem | Peter Van Petegem   |
| 3a etapa | 14 de març | Saint-Étienne-Villeneuve-lès-Avignon  | 217.9 km | Jans Koerts       | Peter Van Petegem   |
| 4a etapa | 15 de març | Tarascon-Sisteron                     | 195.6 km | Alex Zülle        | Peter Van Petegem   |
| 5a etapa | 16 de març | Berre-l'Étang-Saint-Raphaël           | 240.3 km | Piotr Wadecki     | Peter Van Petegem   |
| 6a etapa | 17 de març | Niça-Coll d'Èze (CRI)                 | 10 km    | Dario Frigo       | Dario Frigo         |
| 7a etapa | 13 de març | Niça-Niça                             | 157.1 km | Fabrizio Guidi    | Dario Frigo         |

## Etapes

### Pròleg
11-03-2001. Nevers, 6.2 km. (CRI)
|   | Ciclista      | Equip                            | Temps  |
| - | ------------- | -------------------------------- | ------ |
| 1 | Nico Mattan   | Cofidis, le Crédit par Téléphone | 7' 48" |
| 2 | David Millar  | Cofidis, le Crédit par Téléphone | + 8"   |
| 3 | Florent Brard | Festina                          | + 9"   |

### 1a etapa
12-03-2001. Saint-Amand-Montrond-Clermont-Ferrand, 189.2 km.
|   | Ciclista        | Equip           | Temps      |
| - | --------------- | --------------- | ---------- |
| 1 | Fabien de Waele | Lotto-Adecco    | 5h 20' 53" |
| 2 | Stuart O'Grady  | Crédit Agricole | m. t.      |
| 3 | Danilo Hondo    | Telekom         | m. t.      |

### 2a etapa
13-03-2001. Clermont-Ferrand-Saint-Étienne 195.4 km.
|   | Ciclista            | Equip          | Temps      |
| - | ------------------- | -------------- | ---------- |
| 1 | Peter Van Petegem   | Mercury-Viatel | 5h 00' 53" |
| 2 | Aleksandr Vinokúrov | Telekom        | m. t.      |
| 3 | Dario Frigo         | Fassa Bortolo  | m. t.      |

### 3a etapa
14-03-2001. Saint-Étienne-Villeneuve-lès-Avignon 217.9 km.
|   | Ciclista           | Equip                 | Temps      |
| - | ------------------ | --------------------- | ---------- |
| 1 | Jans Koerts        | Mercury-Viatel        | 4h 43' 28" |
| 2 | Jean-Patrick Nazon | La Française des Jeux | m. t.      |
| 3 | Danilo Hondo       | Telekom               | m. t.      |

### 4a etapa
15-03-2001. Tarascon-Sisteron, 195.6 km.
|   | Ciclista        | Equip       | Temps      |
| - | --------------- | ----------- | ---------- |
| 1 | Alex Zülle      | Coast       | 4h 55' 10" |
| 2 | José Azevedo    | ONCE-Eroski | m. t.      |
| 3 | Tristan Hoffman | CSC-Tiscali | + 4"       |

### 5a etapa
16-03-2001. Berre-l'Étang-Saint-Raphaël, 240.3 km.
|   | Ciclista       | Equip                        | Temps      |
| - | -------------- | ---------------------------- | ---------- |
| 1 | Piotr Wadecki  | Domo - Farm Frites - Latexco | 6h 24' 12" |
| 2 | Matteo Tosatto | Fassa Bortolo                | m. t.      |
| 3 | François Simon | Bonjour                      | + 36"      |

### 6a etapa
17-03-2001. Niça-Coll d'Èze, 10 km. CRI
|   | Ciclista         | Equip         | Temps   |
| - | ---------------- | ------------- | ------- |
| 1 | Dario Frigo      | Telekom       | 19' 53" |
| 2 | Raimondas Rumšas | Fassa Bortolo | + 27"   |
| 3 | José Azevedo     | ONCE-Eroski   | + 41"   |

### 7a etapa
18-03-2001. Niça-Niça, 157.1 km.
Arribada situada al Passeig dels Anglesos.
|   | Ciclista       | Equip           | Temps      |
| - | -------------- | --------------- | ---------- |
| 1 | Fabrizio Guidi | Mercury-Viatel  | 3h 38' 41" |
| 2 | Danilo Hondo   | Telekom         | m. t.      |
| 3 | Stuart O'Grady | Crédit Agricole | m. t.      |

## Classificacions finals

### Classificació general
|    | Ciclista            | Equip                            | Temps       |
| -- | ------------------- | -------------------------------- | ----------- |
| 1  | Dario Frigo         | Fassa Bortolo                    | 30h 32' 29" |
| 2  | Raimondas Rumšas    | Fassa Bortolo                    | + 26"       |
| 3  | Peter Van Petegem   | Mercury-Viatel                   | + 52"       |
| 4  | David Moncoutié     | Cofidis, le Crédit par Téléphone | + 55"       |
| 5  | José Azevedo        | ONCE-Eroski                      | + 1' 01"    |
| 6  | Mario Aerts         | Lotto-Adecco                     | m. t.       |
| 7  | Aleksandr Vinokúrov | Telekom                          | + 1' 10"    |
| 8  | Jörg Jaksche        | ONCE-Eroski                      | + 1' 22"    |
| 9  | Tobias Steinhauser  | Gerolsteiner                     | + 1' 36"    |
| 10 | Michele Bartoli     | Mapei-QuickStep                  | + 1' 42"    |

## Evolució de les classificacions
| Etapa (Vencedor)             | Classificació general |
| ---------------------------- | --------------------- |
| 0Pròleg (Nico Mattan)        | Nico Mattan           |
| 0Etapa 1 (Fabien de Waele)   | Nico Mattan           |
| 0Etapa 2 (Peter Van Petegem) | Peter Van Petegem     |
| 0Etapa 3 (Jans Koerts)       | Peter Van Petegem     |
| 0Etapa 4 (Alex Zülle)        | Peter Van Petegem     |
| 0Etapa 5 (Piotr Wadecki)     | Peter Van Petegem     |
| 0Etapa 6 (Dario Frigo)       | Dario Frigo           |
| 0Etapa 7 (Fabrizio Guidi)    | Dario Frigo           |